# Joseph Gaston
 (janvier 2013).
- Si vous ne connaissez pas le sujet, laissez ce bandeau (vous pouvez alors contacter les auteurs).
- Si vous supprimez le contenu mis en cause (vous pouvez préalablement contacter les auteurs),

argumentez précisément cette suppression dans la page de discussion
(un manque de référence n'est pas un argument ; une recherche réelle de référence doit avoir été effectuée, être formellement documentée).
Joseph Gaston est un médecin et poète du XIXe siècle, né le 16 juin 1867 à l'Île d'Yeu et mort à Vairé en Vendée le 30 mai 1935. Il est issu d'une famille de marins, son père fut capitaine au long cours.

## Origine
Le 17 juin 1867, ce sont Antoinette Pelletier, sage-femme de profession, accompagnée de Félix Joseph Chauvet, maître au cabotage et grand-père âgé de 57 ans, qui ont fait la déclaration de naissance à la mairie de l'Île d'Yeu. Joseph est né la veille, le 16 juin, à Port-Joinville sur cette commune à 11 heures du soir. Son père, Joseph Alfred, capitaine au long cours est absent pour cause de navigation. Parti de Saint-Nazaire le 7 mai 1867 sur le trois mâts l'Isly à destination de la Martinique, il ne sera de retour au Havre que le 22 novembre d'où il repartira le 30 au cabotage, toujours sur l'Isly, pour Saint-Nazaire. Le trois-mâts sera au port le 14 décembre et lorsqu'enfin Joseph Alfred pourra voir son fils pour la première fois celui-ci aura déjà six mois… Le capitaine Gaston restera quand même alors deux mois à l'Île d'Yeu puisqu'il ne repartira au long cours que le 1er février 1868. Les Gaston sont marins à l'île d'Yeu depuis le mariage de Pierre, originaire des Sables d'Olonne, avec Madeleine Dumonte en 1668 et capitaines au long cours depuis plusieurs générations.

Sa mère, Joséphine Émilie Nelcy Chauvet, est également issue d'une longue lignée de marins. Son grand-père et son arrière-grand-père étaient eux aussi capitaines au long cours et son ancêtre Jean Louis Chauvet, né à l'Île d'Yeu en 1735, capitaine de barque. Ses deux tantes, les deux sœurs de sa mère, Edmée et Marie, sont institutrices publiques à l'Île d'Yeu.

Joseph a une sœur, Marie Zélie Nelcy, née en 1859 et donc son aînée de 8 ans.

Une autre sœur, Berthe née en 1862, n'a vécu qu'un seul jour.

## L'enfance à l'île d'Yeu, les études secondaires aux Sables d'Olonne
Joseph fait ses études secondaires au petit séminaire des Sables d'Olonne puis à « Richelieu » à Luçon. Il passe son baccalauréat de lettres en 1886 et de sciences en 1887. À noter qu'il sera le secrétaire de l'association des anciens élèves de Richelieu en 1906 et qu'il occupera très activement cette fonction jusqu'à sa mort en 1935 soit pendant 29 ans.

Son père est nommé Syndic des gens de mer aux Sables d'Olonne en 1882 et la famille habite rue du Boulet Rouge, Joseph a alors 15 ans.

Sa sœur Nelcy se marie en 1888 aux Sables d'Olonne avec Auguste Drapeau. Joseph a 21 ans et n'est pas mentionné comme témoin sur l'acte de mariage.

Il passe le conseil de révision en 1887. Le tirage au sort étant encore en activité il tire le no 5 mais il sera ajourné pour faiblesse. Il est noté comme ayant une taille de 1,65 m, des yeux gris et il est inscrit dans la réserve.

## Études de Médecine
En 1892 Joseph habite déjà Vairé, il est encore célibataire, sa sœur et son beau frère, tous les deux instituteurs publics, sont en poste à l'Île d'Olonne. Parents et enfants ne sont donc pas très loin les uns des autres.

Joseph commence ses études de médecine à Nantes et présente sa thèse de doctorat, De l'intervention chirurgicale dans les cas des hernies ombilicales adhérentes, à Paris en 1892. Il est lauréat de l'école de médecine de Nantes (Prix clinique 1892) et membre de la société d'anatomo-pathologie de la Loire-Inférieure. Il est alors âgé de 25 ans.

## Guerre 1914-1918
Bien qu'ajourné en 1888 et 1889 pour faiblesse et ayant 5 enfants, Joseph est mobilisé le 1er août 1914 à l'hôpital de La Roche sur Yon. Classé service armée en septembre 1915 par la commission de réforme de La Roche sur Yon, il est affecté à la 11e section territoriale d'infirmiers. Il est noté sur le livre matricule comme ayant participé à la campagne contre l'Allemagne du 8 août 1914 au 24 juillet 1915 et rayé des contrôles le 1er décembre 1918. Maurice, son fils aîné, étudiant en médecine à Nantes, fut également mobilisé en 1914. Il meurt à 20 ans, en mars 1915, à la suite d'une méningite contractée à l'hôpital militaire Broussais de Nantes où il était affecté.

## Mariage, vie familiale et professionnelle à Vairé
Joseph est installé comme médecin à Vairé depuis 1892 et il y fera toute sa carrière.

Il se marie le 25 septembre 1894 à Nantes avec Marguerite Félicité Marie Anne Chauvin née à la Roche sur Yon le 15 septembre 1872 et qui habite chez sa mère, née Lemut, rue Beaumanoir à Nantes. L'acte de mariage comporte les signatures de cinq Chauvin, dont Maurice l'ingénieur, et celle d'Auguste Drapeau.

Le couple demeure à Vairé.

Cinq enfants naissent de cette première union : Maurice en 1894, Christian en 1900, Joël en 1902, Christiane en 1911 et Loïc en 1913.

Son père, Joseph Alfred, meurt en 1895 aux Sables d'Olonne. Il sera enterré à l'Île d'Yeu.

La mort brutale de son fils aîné affecte beaucoup Marguerite Chauvin qui décède à Vairé le 29 avril 1917. Elle n'avait que 44 ans.

Joseph Gaston se remarie à St.Hilaire de Talmont le 11 septembre 1918 avec Jeanne Pauline Fernande Brianceau née dans cette commune le 24 février 1880. Son père est médecin. On trouve sur l'acte de mariage la signature d'Edmée Chauvet, la tante de Joseph, institutrice de l'Île d'Yeu (1853-1924) et de sa nièce Marthe Drapeau.

Deux enfants naissent de cette seconde union : Marie-Josephe en 1921 et Maurice en 1927.

Nelcy Chauvet, la mère de Joseph, qui avait écrit à l'Impératrice Eugénie en 1860, décède à Vairé le 23 février 1927 à 93 ans.

Joseph Gaston meurt à Vairé âgé de 68 ans le jeudi 30 mai 1935, jour de l'Ascension. Sa sépulture aura lieu le 3 juin à Vairé où il repose.

## Contribution aux rayons X et à leurs développements
On peut se demander pourquoi et comment un simple médecin de campagne fut un des pionniers de la radiologie dans la région nantaise et certainement un des tout premiers en France à avoir son propre cabinet. Joseph Gaston fut toute sa vie ouvert aux nouveautés scientifiques et à la modernité mais sans l'aide de son beau-frère Maurice Chauvin, élève de l’École Centrale des Arts et Manufactures, il n'aurait sans doute pas pu mener à bien ce projet de laboratoire.
Enthousiasmé par la découverte de l'allemand Röntgen (1845-1923), découverte qui parut dans la Revue Générale des Sciences le 30 janvier 1896, Joseph Gaston publie dès le mois de mars dans un journal local un article sur les nouveaux rayons. Il termine en précisant : « Persuadé que les rayons X peuvent dans bien des cas éclairer des diagnostics incertains, j'ai résolu avec la collaboration de mon beau-frère M. Chauvin, qui, à Paris, s'occupe d'une façon très sérieuse de cette question, d'organiser un laboratoire où je demanderai à la lumière invisible de nous révéler ses mystères. A dater de Pâques je me tiendrai à la disposition des personnes qui voudront bien m'accorder leur confiance. Les clichés que nous avons obtenus jusqu'alors nous donnent les plus belles espérances et encouragent nos efforts. »
Membre de la Société d'Anatomopathologie de Loire Inférieure, il publie alors régulièrement dans la Gazette Médicale de Nantes des articles afin de faire part à ses collègues des bienfaits de cette nouvelle technique d'investigation que sont les rayons X.
Il installe parallèlement près de son domicile à Vairé un laboratoire pour ses patients qui sera qualifié de « temple scientifique » par un journaliste qui le décrit ainsi : « Accompagné de M. Chauvin, le docteur Gaston me mena à quelques pas de chez lui. Là, sur une vaste table, repose le fameux appareil Roentgen dont l'étincelle électrique produit la lumière nécessaire en faisant entendre un petit bruit de machine. Un globe de verre, mince comme un feuillet, s'illumine d'une nuance jaune verdâtre qui se reflète en bas sur l'objet que l'on présente. Au bout de cinq minutes l'épreuve est terminée. »

Le 18 juin 1896 à Nantes sont présentés par le docteur Malherbe des clichés envoyés par le docteur Gaston. Ces photographies qui représentent une main, une jambe, un pied, un lapin, font l'admiration de tous les membres de la Société Médicale qui regrettent néanmoins le manque de quelques détails techniques.
En 1897 un écrit du docteur Montfort va retenir l'attention du milieu médical nantais. Ayant effectué un remplacement à Vairé, le docteur Montfort va réaliser, avec l'aide de M. Chauvin, des clichés qui vont l'émerveiller et qu'il s'empresse de montrer à ses collègues nantais. Un autre article publié en janvier 1898 dans la Gazette Médicale prouve la connaissance scientifique du docteur Gaston et son grand intérêt pour la physique.
Au cours des années suivantes le docteur Gaston fait parvenir régulièrement d'autres articles à Nantes. Toutes ces publications, émanant d'un médecin de campagne, nous font réaliser le grand intérêt que portait le docteur Gaston à cette découverte et l'écho important qui en était donné dans le milieu médical nantais. Il fit bénéficier très rapidement ses concitoyens du résultat de ses recherches et les journaux de l'époque en font de nombreux comptes-rendus en constatant les services considérables apportés par les rayons X à la médecine et combien sont facilitées désormais des opérations très difficiles et partant très dangereuses. Un journaliste rapporte la proposition du docteur Gaston parue dans la Gazette Médicale de munir chaque corps d'armée d'appareils radiographiques. Durant la guerre de 1914-1918 la radiographie rendra effectivement les plus grands services et évitera bien des souffrances en permettant de situer exactement chez les blessés les balles et les éclats d'obus.
Pour l'anecdote, en 1905, l'Hôtel Dieu de Nantes se dote d'un appareil d'électrothérapie qui produit des rayons X. Curieusement il sera employé pratiquement exclusivement pour les maladies du cuir chevelu, spécialement pour les enfants affectés par cette dermatose. L'appareil sera transféré ensuite à Saint-Jacques.
Le docteur Gaston fut sans doute un des premiers médecins de campagne à utiliser la technique des rayons X et peut-être le premier à avoir vraisemblablement participé à la construction de l'appareil ou du moins à son élaboration. Aujourd'hui nous ne pouvons qu'admirer ce pionnier de la radiologie qui, dans un petit laboratoire de Vendée, réalisait trois mois seulement après la découverte de Röntgen des clichés radiographiques qu'il faisait développer chez un photographe. Ces clichés étaient souvent exposés chez des pharmaciens ou des libraires aux Sables d'Olonne et à la Roche sur Yon. Ils étaient qualifiés dans les journaux locaux de magnifiques épreuves radiographiques.
Une photographie prise vers 1896 (voir page 32 la reproduction), aujourd'hui véritable document d'archives, et qui est conservée par la famille Gaston, nous montre ce premier appareil de radiographie construit par Maurice Chauvin. Derrière l'appareil posé sur une table et des tréteaux on peut voir le docteur Gaston et le constructeur ainsi que leurs épouses dont l'une sert de patiente une main posée sur la plaque de verre. La reproduction de la page suivante ressemble beaucoup à l'appareil construit par Maurice ChauvinH et qu'utilisait le docteur Gaston.
Le docteur Gaston continuera à utiliser les rayons X pour ses malades jusqu'en 1920. En 1921 il réalisera que son petit laboratoire de campagne n'était plus adapté aux techniques nouvelles alors en pleine expansion et il cessera alors ses activités radiographiques. Il abandonnera également ses recherches scientifiques pour se consacrer à une recherche personnelle, spirituelle, culturelle et littéraire.
« O, muse, je te reviens » écrira-t-il alors.

## Œuvre littéraire de Joseph Gaston
Ce n'est pas une exagération de dire que l'œuvre littéraire de Joseph Gaston a été importante. Il est vrai qu'en 1900 les possibilités de distractions pour un médecin à Vairé, comme dans toutes les campagnes de France d'ailleurs, ne devaient pas être très variées et que dans les milieux évolués de l'époque à part la lecture, la musique ou la partie de jacquet entre notables, il n'y avait pas grand chose d'autre à faire pour se distraire. Mais il est vrai également que peu de médecins de campagne doivent avoir à leur actif autant de poèmes divers, de comédies, de drames en vers ou en prose, de chansons ou même de nouvelles. Le poème de Saint Filibert publié en 1912 qui comprend à lui seul 92 pages et qui retrace en détail la vie complète du Saint en est un exemple. Avant son écriture il avait dû déjà demander un travail considérable de recherches même si Joseph Gaston fut aidé en cela par l'abbé L. Jaud, curé-doyen de Noirmoutier, et son important ouvrage de 560 pages écrit en 1910, ouvrage qui lui avait demandé 10 ans de travail ! Il est assez difficile cependant, même compte tenu de la dizaine de cahiers manuscrits qui sont conservés par la famille Gaston et censés répertorier sa production, de connaître l'ensemble de son œuvre. En dehors des pièces de théâtre, on retrouve en effet dans des journaux locaux ou revues littéraires, d'autres poèmes. Il ne serait donc pas impossible d'évaluer l'ensemble entre huit cents et mille. À noter également pour conforter cette idée de nombre qu'il arrivait à Joseph Gaston d'écrire deux poèmes le même jour ou l'un un jour et un autre le lendemain.
A lire certaines de ses œuvres, surtout dans les longs poèmes religieux, on trouve aujourd'hui quelquefois un peu de lourdeur ou même d'archaïsme. N'oublions pas qu'en 1900 il existait un certain style qu'il était naturel de respecter. De la même façon Victor Hugo ne versifiait pas comme Racine qui lui-même n'avait pas le style de Ronsard qui lui aussi était différent de François Villon. Sans vouloir comparer Joseph Gaston à ses illustres pairs on peut dire que son écriture est de son époque et le certainement le fruit de son éducation classique à Richelieu.
Il est cependant un genre où Joseph Gaston excelle plus particulièrement et qui n'a pas vieilli, c'est celui du sonnet. Le sonnet qui, semble-t-il, a une origine provençale, demande une construction équilibrée, une savante ordonnance et il a survécu, lui, aux modes. Il exige de l'ouvrier, de l'artisan devrait-on dire, de la précision, de l'ordre, un choix scrupuleux des mots, et surtout une vue d'ensemble, en un mot du métier. C'est dans le sonnet et plus particulièrement dans le sonnet régulier que l'on retrouve les qualités du poète. Joseph Gaston a eu ces qualités d'équilibre, de concision et d'harmonie. Il sut souvent trouver la simplicité idéale qui fait que l'on a grand plaisir à le lire, à le relire ou à l'entendre comme une bonne musique. D'ailleurs le "sonet", avant d'être un poème, n'est-il pas en vieux provençal une sorte de chanson ou de mélodie ? En un mot la valeur ajoutée aux matériaux du poème, c'est la forme du sonnet.
Son inspiration Joseph Gaston l'a trouvée dans ses propres convictions. D'abord Dieu, puis la France et la Vendée. Il faudrait y ajouter également sa famille à laquelle il était très attaché, la nature et l'île d'Yeu, sa petite patrie. Son écriture aisée et souple s'accommode d'une veine que les sujets les plus divers tiennent en éveil avec même parfois une pointe d'humour. Toujours épris d'idéal il a pareillement toujours su chanter les nobles causes.
Joseph Gaston a collaboré à divers périodiques et remporté de nombreuses récompenses :

premier prix de la Lice Chansonnière, du Caveau Stéphanois, de l’Émulation Française, prix du Ministre aux Jeux Floraux de Touraine, Violette d'Or à Cahors, lyres et mainteneur du Palinod de Lyre. En 1930 il remporta le prix du Ministre de l'Académie de Franches-Poésies.
Des diverses associations littéraires dont faisait partie Joseph Gaston, c'est certainement la Revue du Bas Poitou et des Provinces de l'Ouest qui lui tenait le plus à cœur parce qu'elle était vendéenne. Il y retrouvait entre autres des auteurs célèbres alors comme Jean Yole que l'on a appelé le chantre de la Vendée, Alphonse de Chateaubriant prix Goncourt, Émile Gabory archiviste de la Loire Inférieure et auteurs de livres majeurs sur la Vendée, Paul Payen de la Garanderie critique littéraire et professeur de lettres. Ce remarquable compagnonnage est en soi un brevet de qualité pour les œuvres de Joseph Gaston.
Lors de son décès le 30 mai 1935, René Vallette, président de la Revue du Bas Poitou, écrivit les lignes suivantes : « (…) Cette mort met en deuil non seulement une des meilleures familles de Vendée, dont le regretté défunt continua toute sa vie les traditions de foi et d'honneur, mais aussi le corps médical dont il était un des dignes représentants, les Lettres Vendéennes qu'il honorait de son remarquable talent de poète et la Revue du Bas Poitou à laquelle il apportait souvent sa précieuse collaboration. Doué d'une haute intelligence, le docteur Gaston s'intéressait, du reste, à toutes les revues littéraires et prenait part chaque année à de nombreux concours. (…) Dans toutes ses œuvres – qui sont innombrables – il s'est toujours montré heureux de prendre la défense de l’Église et, vibrant devant l'idéal du beau, il n'a cessé de mettre son talent au service des causes les plus élevées. Sa Muse, délicieusement inspirée, le suivait partout où le conduisait son cœur et il nous en a donné personnellement une preuve exquise dans le charmant toast qu'il nous porta lors du 25e anniversaire de la Revue du Bas Poitou Jean Yole disait de lui qu'il était un de ses êtres privilégiés auxquels un enthousiasme latent, un optimisme foncier, en un mot le "don", confère cette puissance que détient le rêve – le rêve, ce frère de l'action qui ajoute à tous les actes de la vie une marque de qualité. »
Quel bel hommage d'un grand écrivain, hommage qui résume à lui seul l'œuvre de Joseph Gaston : nous faire rêver !